# Euproctilla
Euproctilla is een geslacht van vlinders van de familie spinneruilen (Erebidae), uit de onderfamilie Lymantriinae.

## Soorten
- E. disjuncta Aurivillius, 1904
- E. incisa Hering, 1928
- E. infernalis Hering, 1928
- E. insignis Aurivillius, 1904
- E. satyrus Hering, 1926
- E. tesselata (Holland, 1893)